# Мать (пьеса Чапека)

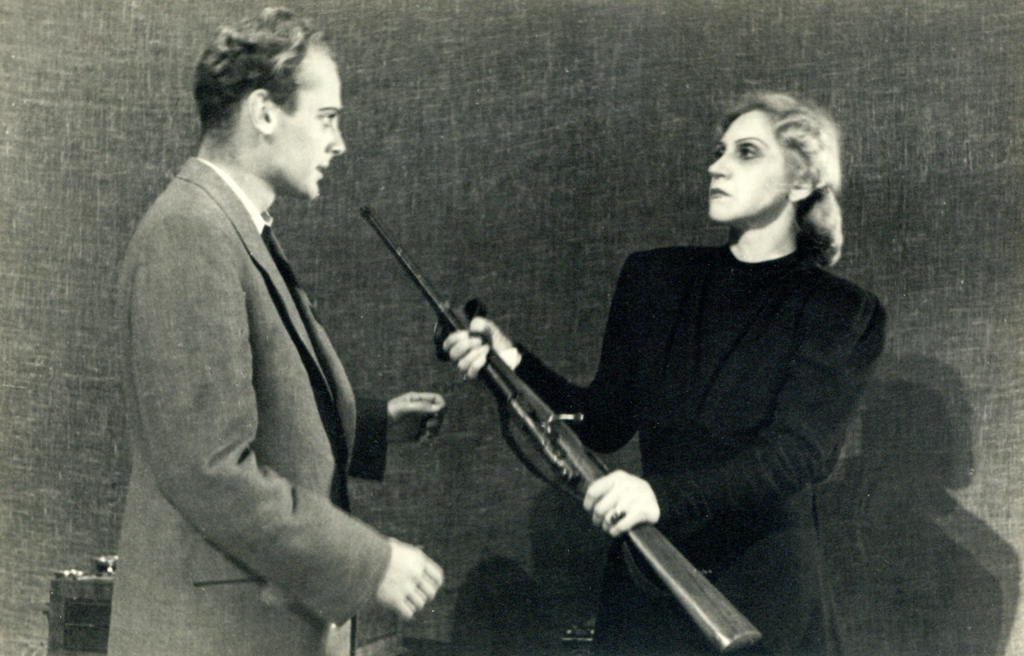
Спектакль Люблянский Словенский национальный театр драмы 1945 года.

«Мать» (чеш. Matka) — антивоенная антифашистская пьеса, написанная чешским писателем и драматургом Карелом Чапеком в 1938 году. На пьесу повлияла гражданская война в Испании, и она изображает сложные отношения между мужчинами, которые хотели сражаться, и их матерями и близкими, которые не хотели, чтобы они уходили. Он также показывает борьбу с фашизмом, эмоциональные потрясения и страдания, которые приносит война. В пьесе подчеркиваются ненужные трудности войны и сложные отношения во время войны, подчеркивая, что, хотя войны — это плохо, иногда у нас нет другого выбора, кроме как сражаться с ними, чтобы защитить нашу свободу.

## Сюжет
Действие происходит на анонимной вилле в анонимной стране, которая, однако, разительно напоминает Испанию. Находясь под сильным влиянием гражданской войны в Испании, пьеса изображает Долорес, мать и жену, и её чувства, когда она постепенно теряет мужа и сыновей на войне. Действие всей пьесы происходит в гостиной дома, которая полна декоративных предметов войны, таких как сабли, пистолеты, винтовки, и памятников колониальных экспедиций, таких как копья и щиты, что больше напоминает музей, чем семейную гостиную. Мать, Долорес, может общаться со своим покойным мужем Ричардом, который погиб в том событии, которое она считала бессмысленной битвой против туземцев в далекой Африке, вместе со своим сыном Ондрой. Долорес разговаривает с Ричардом в момент его смерти, и Ричард пытается оправдать свою смерть и настаивает на том, что он умер с честью и долгом, а Долорес, в свою очередь, жалуется на то, что он оставил её и её пятерых детей. Внезапно, после общения, в комнате появляется Эндрю, старший сын и врач (тоже мертвый), и говорит матери, что погиб в Африке, пытаясь вылечить жёлтую лихорадку, и приносит извинения за свою смерть ради прогресса медицины. Затем в комнате появляется её сын Джордж (мертвый) и приветствует своего отца и братьев, чтобы сказать отчаявшейся матери, что он умер, пытаясь побить рекорд высоты. В этот момент по радио сообщают, что гражданская война в стране обостряется. Её сыновья Петр и Корнел активно участвуют в этой войне, а позже они вдвоем внезапно появляются в комнате, чтобы объявить, что оба погибли. Петр умер, когда его арестовали и казнили в ходе белого террора, а Корнель был застрелен во время уличной драки.
Во время третьей и последней сцены мать изо всех сил пытается бороться за своего последнего сына, Тони, но включается радио и сообщает, что враг взорвал детскую школу и убил невинных детей; после этого Долорес дает своему сыну Тони оружие и заканчивает пьесу словами «Вперёд!».

## Символизм
Произведение антивоенное, провозглашающее необходимость защиты от нацистской Германии, но и здесь сталкиваются мужское и женское мировоззрения.
- Мужской — Достичь в жизни чего-то большого, славы, сделать себе имя и положить за это жизнь.
- Женское — Любить и защищать свою семью.